# Quân đội nhà Trần
Quân sự nhà Trần phản ánh việc tổ chức quân đội của vuơng triều Trần trong lịch sử Việt Nam. Hoạt động quân sự nhà Trần diễn ra ở cả trong nước lẫn bên ngoài biên ải. Quân đội thời nhà Trần được đánh giá cao trong lịch sử quân sự Việt Nam vì những chiến công quân sự hiển hách, đặc biệt là sau ba lần chiến thắng quân Nguyên Mông xâm lược. Quân đội nhà Trần nổi tiếng tinh nhuệ, thiện chiến, kỉ luật cao, một phần nhờ vào khả năng chỉ huy tốt những vị tướng xuất chúng mà điển hình là Tiết chế Quốc công Trần Hưng Đạo hay Chiêu Minh Đại vương Trần Quang Khải.

## Tổng quát

### Đặc điểm
Quân đội Đại Việt thời Trần kế thừa phần lớn binh chế thời nhà Lý. Theo đó, quân đội cũng có đầy đủ các binh chủng như bộ binh, kị binh (gồm kị binh nặng, kị binh nhẹ,...), thủy binh, thủy binh đánh bộ, và tượng binh. Ngoài ra, để phòng bị tốt trước nguy cơ xâm lăng từ các thế lực láng giếng hùng mạnh như Champa ở phía nam và các đế chế Trung Hoa ở phương Bắc, Đại Việt cũng tiếp thu tinh hoa quân sự từ các quốc gia trên, cụ thể về công nghệ quốc phòng và các tư tưởng binh pháp ưu việt . Ví dụ, giáp phục binh lính thời Trần có nhiều điểm tương đồng với giáp phục của binh lính nhà Tống, nhà Nguyên; thuyền chiến của Đại Việt cũng có đầy đủ chủng loại giống với thủy quân của Tống và Chiêm.
Ngoài việc tiếp thu tinh hóa quân sự thế giới, quân đội Đại Việt cũng tiến hành nhiều cải tiến, phát triển về trận pháp, đội hình, phép luyện binh, công nghệ, vũ khí mang bản sắc riêng, như Binh Thư Yếu Lược của Trần Hưng Đạo, chiến thuyền Mông Đồng,... đều là những đặc trưng của quân đội Đại Việt so với các quốc gia láng giếng đương thời.

### Quy mô
Dân số của Đại Việt thời Trần vào năm 1245 ước tính khoảng 4,5 triệu người. Dựa theo chính sách 10 dân nuôi 1 binh_tức hai hộ tuyển một lính, tổng quân số thường trực toàn quốc trên lý thuyết khoảng 45 vạn người. Tuy nhiên, do áp dụng chính sách kinh tế "ngụ binh ư nông" trong thời bình, quân số thường trực trên thực tế chỉ rơi vào khoảng 20-40 vạn người,tùy thời điểm. Thậm chí, trong những năm thiên tai mất mùa, biên chế quân thường trực của nhà Trần có thể giảm xuống mức 10 vạn người.

## Cơ cấu tổ chức
Từ sau năm Thiệu Long thứ 10 (1267), các cấp đơn vị tổ chức quân đội, lấy cơ số 5 (hệ ngũ) số lượng binh lính của đơn vị căn bản:
| Đơn vị | Quân số | Cấp bậc của chỉ huy đơn vị |
| ------ | ------- | -------------------------- |
| Ngũ    | 5       | Ngũ trưởng, đội trưởng     |
| Đô     | 80      | Doanh trưởng, quân trưởng  |
| Quân   | 2,400   | Tướng quân                 |

Trong đó, ngũ trưởng và đội trưởng là quan quân cấp thấp nhất, doanh trưởng và quân trưởng là quan quân cấp trung. Các quân trưởng được chỉ huy bởi tướng quân, đây là một cấp bậc tướng lĩnh cao cấp của quân đội, nắm quyền chỉ huy cấp quân đoàn. Thông thường, mỗi quân đoàn sẽ đóng giữ một vùng, nên lấy tên vùng đó đặt cho tên quân đoàn. Ví dụ như quân đoàn trấn thủ ở lộ Lạng Châu sẽ lấy tên là quân đoàn Lạng Châu, gọi tắt là quân Lạng Châu.
Theo chiếu định của Trần Thánh Tông,  tôn thất vương hầu giỏi võ nghệ, tinh binh pháp sẽ được chọn khởi nghiệp từ quan quân cấp trung, trong khi lê dân nhập ngũ phải bắt đầu từ binh lính cấp thấp nhất. Trên cấp tướng là cấp bậc thượng tướng quân, trên nữa là các chức quan võ do các trọng thần đầu triều nắm giữ, như thái úy hoặc các chức vụ tuơng đuơng.
Cuối cùng, nguyên soái là cấp bậc tối cao, thay mặt nhà vua thống suất toàn quân đội, trực tiếp chỉ đạo cả các tướng quân lẫn thượng tướng quân.  Tuy nhiên, nguyên soái chỉ mang tính chất thời vụ trong chiến tranh, được lập ra khi triều đình tập kết một đội quân quy mô lớn từ nhiều quân đoàn khác nhau. Khi kết thúc chiến tranh, nguyên soái sẽ trở về thực hiện nghi thức "giao lệnh" với hoàng đế và triều đình.

## Lực lượng
Quân đội Đại Việt có thể phân ra làm 3 sắc quân chính, bao gồm cấm quân, biên quân và lộ quân. Ngoài ra, lực lượng gia binh đông đảo của các vương tôn, quý tộc nhà Trần nổi trội hơn tất cả các triều đại khác trong lịch sử cả về quân số cũng như ý chí chiến đấu. Tuy không phải quân chính quy, nhưng lực lượng vương hầu quân cũng có những đóng góp quan trọng cho đất nước, đặc biệt là trong 3 cuộc chiến tranh với đế quốc Nguyên Mông.

### Cấm quân
Những thông tin về cấm quân thời Trần trong chính sử còn hạn chế. Chỉ biết vào năm 1239, vua Trần Thái Tông ra lệnh cải tổ quân đội cả nước, chia quân làm 3 bậc Thượng, Trung, và Hạ. Trong đó, cấm quân thuộc bậc Thượng, đóng quanh khu vực kinh đô Thăng Long và hành cung Thiên Trường (đất tổ nhà Trần) để bảo vệ triều đình và hoàng gia và đóng vai trò xương sống trong quân đội cả nước.  Cấm vệ quân được tuyển chọn kĩ lưỡng từ tráng đinh trên cả nước, phải trải qua sự huấn luyện hà khắc nhất và trang bị những binh khí tối tân.
Giống như thời Lý, cấm quân có binh lực đông đảo nhất trong cả nước, lúc cực thịnh có thể lên đến 10 vạn, nhằm đảm bảo sự phục tùng của các địa phương với triều đình trung ương, đồng thời đủ sức trấn áp mọi thế lực cát cứ, nội loạn trong nước. Bởi lẽ đó, cấm quân luôn được triều đình chú trọng phát triển. Không chỉ được cung cấp áo giáp, binh khí thượng hạng, cấm quân còn được hưởng bổng lộc cao hơn các lực lượng khác, thậm chí gia quyến cũng được cấp dưỡng chu đáo, tạo điều kiện cho quân sĩ chuyên tâm bảo vệ triều đình và tận trung với thiên tử. Vì vậy, chính sách "ngụ binh ư nông" thường không áp dụng cho cấm quân, khiến việc duy trì lực lượng này trở nên tốn kém ngân sách của triều đình. Có thể nói, sự hùng mạnh của cấm quân phụ thuộc sự phồn vinh của triều đình nhà Trần.
Theo sử sách ghi chép lại, cấm quân của Đại Việt luôn xăm lên trán 3 chữ "Thiên Tử quân" . Chỉ huy của cấm quân là điện tiền chỉ huy sứ, thường do người tôn thất đảm nhiệm. Cấm quân trên một phương diện nhất định có thể xem như là tư binh của hoàng đế, bởi chỉ huy của họ tuyệt đối trung thành với vua. Vì thế, mệnh lệnh điều động của Binh bộ không có tác dụng với cấm quân.

#### Các vệ cấm quân khác
Năm 1246, Trần Thái Tông đặt ra các vệ tứ thiên, tứ thánh, tứ thần, được hợp thành từ ưu binh của các lộ quân.
- Quân các lộ Thiên Trường[9], Long Hưng[10] nhập vào quân Thiên Thuộc, Thiên Cương, Chương Thánh, Củng Thần
- Quân các lộ Hồng Châu, Khoái Châu nhập vào các quân tả hữu Thánh Dực
- Quân các lộ Trường Yên, Kiến Xương nhập vào các quân Thánh Dực, Thần Sách

Năm 1311, Trần Anh Tông lập thêm quân Vũ Tiệp.
Năm 1374 Trần Duệ Tông lập thêm các quân Uy Tiệp, Bảo Tiệp, Long Tiệp, Long Dực, Tả ban, Hữu ban.
Năm 1378, đời Trần Phế Đế, nhà Trần lập thêm các quân Thần Dực, Thiên Uy, Hoa Ngạch, Thị Vệ, Thần Vũ, Thiên Thương, Thiết Giáp, Thiết Liêm, Thiết Hồ, Ô Đồ.

### Biên quân, lộ quân[5]
Ngoài cấm quân trực thuộc trung ương kiểm soát, nhà Trần còn tổ chức lực lượng bán quân sự (cấp địa phương) gồm biên quân (biên phòng) và các quân các lộ (tương đuơng cấp châu, phủ) do địa phương quản lý.

#### Biên quân
Do lãnh thổ Đại Việt trải dài từ bắc xuống nam, nên phần lớn các phủ, châu, lộ đều tiếp giáp với biển hoặc biên cương miền núi. Trong khi đó, các vương triều Trung Hoa và Chiêm Thành lần lượt tiếp giáp Đại Việt về phía bắc và nam là những thế lực lớn có thể đe dọa lãnh thổ nước này. Do đó, nhà Trần tổ chức quân biên phòng chuyên nghiệp đóng ở những vùng có địa hình chiến lược quan trọng án ngữ biên giới hai đầu Bắc-Nam.
Biên quân có quân số ít hơn nhiều so với cấm quân, được chiêu mộ từ tráng đinh địa phương, thậm chí là tù binh, tù nhân bị đày ải tại địa phương đó, với nhiệm vụ chính là tuần tra, bảo vệ an ninh biên giới. Khi có chiến tranh, lực lượng này có thể dựa vào địa thế để phòng thủ chờ quân chủ lực đến chi viện, hoặc tổ chức tập kích quy mô nhỏ nhằm làm tiêu hao sinh lực địch hoạt động tại địa phương.

Trong giai đoạn cuối cuộc chiến với đế quốc Mông Cổ năm 1258, thủ lĩnh biên quân người Tày ở trại Quy Hóa là Hà Bổng đã tập kích tàn quân của Ngột Lương Hợp Thai trên đường rút lui về Vân Nam sau khi đạo quân này bị quân chủ lực nhà Trần tổng phản công. 

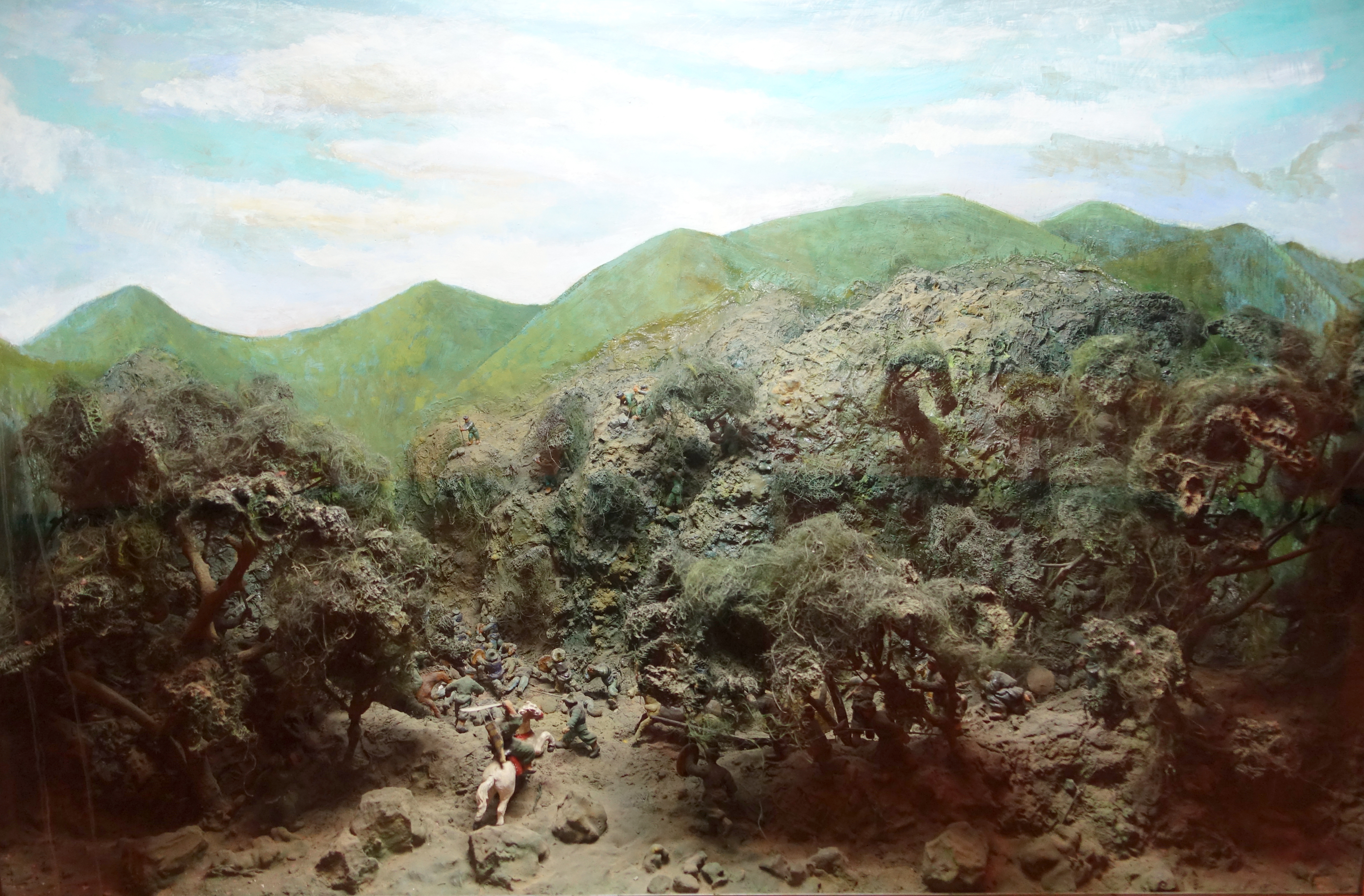
Biên quân do Hà Bổng chỉ huy đụng độ quân Mông Cổ tại Quy Hóa năm 1258

Mặc dù không được trang bị tốt như cấm quân, nhưng biên quân cũng có đủ mọi binh chủng, vũ khí. Với đặc thù trường kì hoạt động ở biên ải hiểm trở, nên điều kiện sinh hoạt, huấn luyện gian khổ hơn. Chi phí để duy trì biên quân sẽ được trung ương sản sẻ một nửa với các địa phương. Theo đó, nguồn thuế thu được ở các vùng biên ải được triều đình cấp dưỡng cho biên quân, trong khi các địa phương áp dụng chính sách ngụ binh ư nông để tự cung cấp quân nhu cho quân lực địa phương, giảm đáng kể gánh nặng tài chính cho triều đình.

#### Lộ quân
Lộ quân (hay phiên binh) của Đại Việt đóng tại các châu, phủ trên cả nước. Do đa phần là dân binh (chỉ có rất ít biên quân giải ngũ về quê), lộ quân không duy trì đầy đủ quân số, mà chỉ lên cơ ngũ hàng tháng (đi phiên, mỗi phiên chỉ kéo dài một vài ngày), hết phiên lại về quê làm ruộng. Tùy vào thời điểm trong năm (mùa vụ) hoặc theo kế hoạch của quan phủ mà số lộ quân tập trung huấn luyện trong doanh trại lại khác nhau.
Là đơn vị áp dụng chặt chẽ nhất chính sách "ngụ binh ư nông", nên lộ quân không được cung cấp quân phí từ triều đình. Về bản chất, lộ quân vẫn chỉ là dân chúng thay nhau thực hiện nghĩa vụ quân sự khi nông nhàn nên không được hưởng bổng lộc, vậy nên quân nhu cho lộ quân đều là tự cung tự cấp (duy chỉ có cấp quân trưởng tại ngũ thường trực nên được trợ cấp lúa và vải). Thay vào đó, triều đình chỉ chuyển giao trang bị cũ của cấm quân hoặc biên quân cho lộ quân để huấn luyện, tự vệ, chống giặc cướp, bảo vệ xóm làng. Khi có chiến tranh, lộ quân mới được cấp quân trang theo chuẩn của triều đình. Hệ thống lộ quân giúp trung ương có được lực lượng đông đảo mà lại ít tốn kém chi phí.

### Gia nô quân
Từ năm Thiệu Long thứ 9 (1266), tôn thất nhà Trần gồm các vương hầu, công chúa, phò mã, cung tần tiền triều được cử đi thu nạp dân tứ tán đi khai khẩn đất hoang, từ đó tạo dựng thái ấp riêng. Trên cơ sở độc lập về kinh tế, họ đã xây dựng tư binh riêng theo đúng chính sách ngụ binh ư nông, mặc dù số lượng gia binh của quý tộc luôn rất hạn chế. Gia nô quân được chia làm hai dạng gồm sương quân (do các đại gia tộc hay quan lại quyền thế không thuộc hoàng thất, cai quản) và vương hầu quân, tư binh của các vương tôn, quý tộc thuộc hoàng thất. Mục đích của sự phân định này là nhằm xác định thứ tự ưu tiên để triều đình có kế hoạch hỗ trợ quân phí, quân trang trong thời chiến. Theo đó, vương hầu quân sẽ được ưu tiên viện trợ trước, sau đó mới đến sương quân.
Số lượng tư binh của các quý tộc thay đổi theo từng thời kỳ. Khi chiến tranh với ngoại bang nổ ra, vua Trần sẽ ra chiếu lệnh cho phép các quý tộc tăng cường chiêu binh mãi mã, gia tăng nhanh tổng quân số nhà Trần. Nhưng khi thời bình, số tư binh toàn quốc lại bị hạn chế để đảm bảo quân triều đình có sức răn đe lớn và khiến giới quý tộc không tùy tiện nuôi quân để tránh những nghi kị trong triều.
Điển hình như trường hợp của quốc công tiết chế Hưng Đạo vương Trần Quốc Tuấn, gia tộc nhà ông vốn có hiềm khích từ trước với hoàng gia: khi cha ông là An Sinh vương Trần Liễu, bị em trai là vua Thái Tông Trần Cảnh đoạt vợ, khiến các vương hầu đời sau tỏ ra dè chừng, lo sợ ông sẽ lợi dụng binh quyền mà soán ngôi để trả thù riêng. Mặc dù lập những công lao to lớn trong các cuộc chiến tranh với nhà Nguyên Mông, ông vẫn chọn an phận ở thái ấp Kiếp Bạc đến cuối đời, thay vì sử dụng bất kỳ đặc ân nào được ban, như việc tự do chiêu binh mãi mã. Không những vậy, tư binh Kiếp Bạc của Hưng Đạo đại vương cũng đã đóng góp rất lớn vào chiến thắng trước quân Nguyên Mông trong các năm 1285 và 1288, nhờ vào tài năng của một số gia tướng như Phạm Ngũ Lão, Yết Kiêu, Dã Tượng, Đỗ Hành, Nguyễn Địa Lô,..., cùng với sự đồng lòng, trung kiên vì nước của chủ tớ_những đức tính cao cả mà họ học được từ người chủ tướng tài đức vẹn toàn của mình.

## Các loại binh chủng

### Thủy binh
Đây có lẽ là binh chủng đặc biệt nhất của quân đội Đại Việt thời Trần, vì thủy quân không chỉ là lực lượng chủ lực mà còn biểu trưng cho văn hóa của vương triều.  Tổ tiên nhà Trần có xuất thân ngư dân, quen sống sông nước nên con cháu sau khi lên ngôi chú trọng phát triển thủy quân như để lưu giữ, tôn vinh nét đẹp truyền thống của gia tiên.

#### Thuyền chiến Mông đồng
Đây là một loại thuyền chèo có tốc độ nhanh. Theo An Nam chí lược của Lê Tắc, thuyền Mông đồng ở Việt Nam được áp dụng từ thời bắc thuộc, do Trương Châu_An Nam đô hộ phủ (806-810) dưới thời Đường Hiến Tông, chủ trương chế tạo nhằm thay thế các loại thuyền chiến lạc hậu không phù hợp với địa hình vùng Giao Chỉ . Thời kỳ đầu, quân số của mỗi thuyền chỉ khoảng 50 người, đến thời Trần thì tăng lên đến hàng trăm tay chèo.

### Kị binh
Lực lượng kị nhà Trần rất đa dạng về chủng loại: khinh kị binh, trọng giáp kị binh và thiết kị binh. Kị binh sử dụng giống ngựa Bắc Hà có nguồn gốc ở vùng rừng núi phía bắc của Đại Việt, mặc dù kích thước cơ thể nhỏ, nhưng lại bền bỉ và dẻo dai.Vào thời kỳ trung đại, chỉ có quý tộc hoặc gia đình giàu có đủ điều kiện kinh tế để sở hữu ngựa, nên kị binh thời Trần đa phần thuộc cấm quân, vương hầu quân hay sương quân. Ngoài ra, các lộ quân hoặc biên quân miền sơn cước cũng xây dựng những đội ngựa chiến riêng, nhờ vào truyền thống chăn ngựa ở các địa phương đó.

#### Khinh kị binh
Trên chiến trường, kị binh hạng nhẹ thường được giao nhiệm vụ trinh sát, đánh tập kích hoặc phá hoại căn cứ hậu cần của đối phương để chờ quân chủ lực tham chiến. Trong công tác biên phòng, những tộc người thượng phía bắc thường tổ chức các toán kị binh nhẹ đi tuần biên, thậm chí tập kích một số sào huyệt của đạo tặc khi cần, đặc biệt khi có chiến tranh. Với sức cơ động cao, khinh kị binh có thể làm tiêu hao sinh lực địch, phá hủy kho quân nhu, qua đó hỗ trợ đặc lực cho quân triều đình.
Điển hình như năm 1258, khi chủ trại Quy Hóa Hà Bổng tập kích quân Mông Cổ đang trên đường rút về Vân Nam, khinh kị binh người Tày-Thái thậm chí đã gây tổn thất cho lực lượng kị binh nặng đối phuơng đang rệu rã do đói khát và tâm lý sợ hãi. Nhưng vì quân của Hà Bổng quá ít nên thương vong của quân Mông Cổ không đáng kể.

### Bộ binh
Từ năm 1253, vua sai Hưng Đạo vuơng Trần Quốc Tuấn lập trường Giảng Võ để đào tạo võ thuật cho nhân tài cả nước, đặc biệt chú trọng bồi dưỡng võ nghệ thực chiến. Các môn võ đối kháng truyền thống được rèn luyện cho lính bộ binh sĩ.
Đây là binh chủng có quân số đông đảo nhất cả nước, vì lãnh thổ Đại Việt đa dạng về địa hình (núi, rừng, sông, suối,...), nên việc phát triển bộ binh đảm bảo tính hiệu quả cao trong tác chiến lẫn kinh tế. 

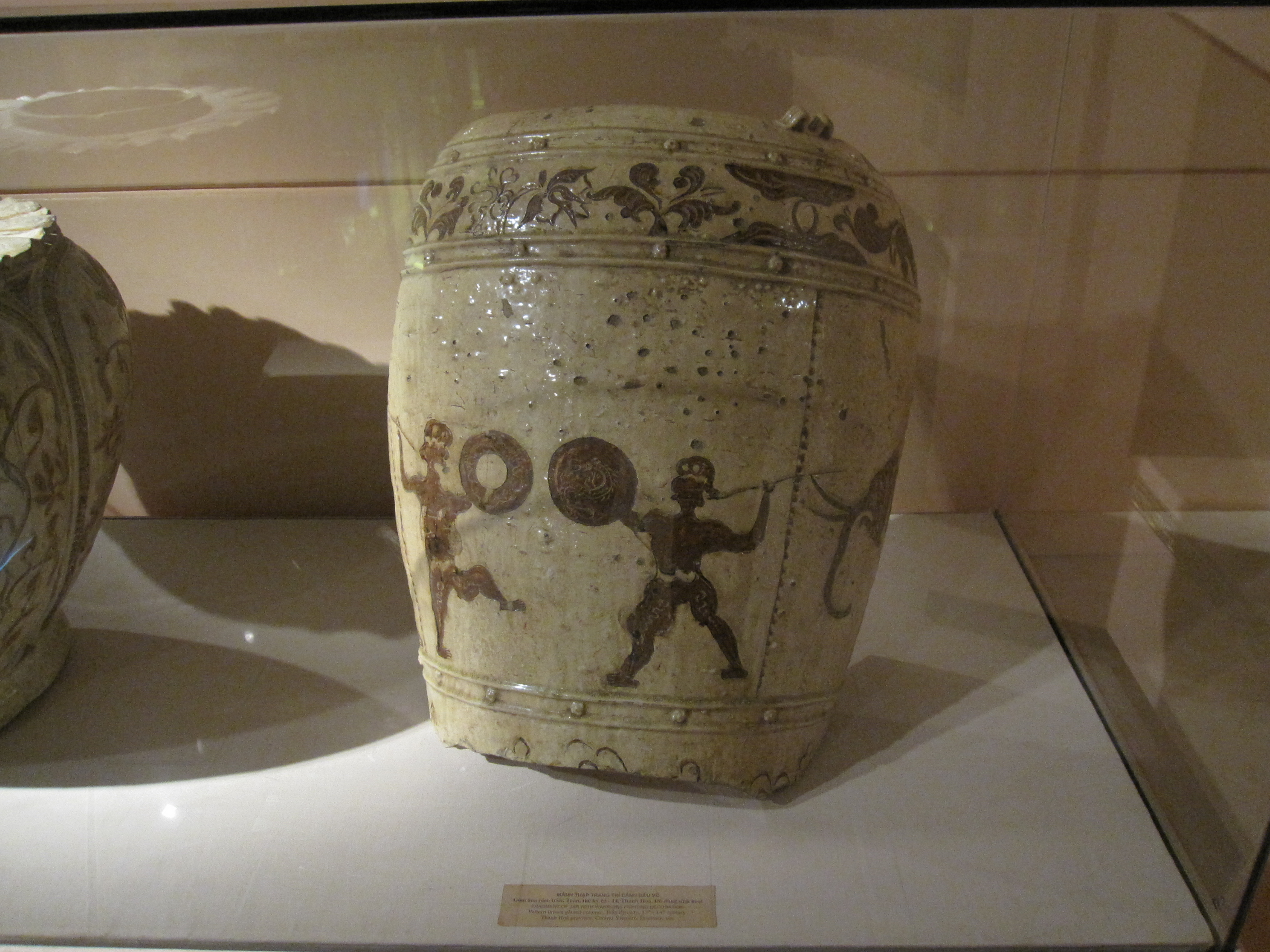
Khắc họa trên gốm thời Trần, mô tả bộ binh cầm giáo và khiên giao đấu đối kháng

## Chính sách, chiến lược và chiến thuật đặc trưng
Chính sách chủ đạo của nhà Trần vẫn là "ngụ binh ư nông", vốn được xây dựng từ thời nhà Lý. Chính sách này vừa đảm bảo lực lượng đông đảo đã qua huấn luyện khi cần thiết chống xâm lược, vừa tiết kiệm quân phí cho triều đình, lại tối đa hóa năng suất lao động của dân chúng.
Đại Việt thời Trần lập sổ Đinh, trong đó ghi rõ Đinh Nam, Đinh Nữ. Sổ Đinh Nam lại cập nhật số lượng Tiểu Hoàng Nam và Đại Hoàng Nam cũng như Lão và Long Lão theo từng năm. Trong đó, Đại Hoàng Nam đều phải tham gia Lộ Quân, tiếp nhận huấn luyện quân sự. Cũng vì Lộ Quân tự cung tự cấp nên không giới hạn quân số, Đại Hoàng Nam khi nhập doanh huấn luyện đều phải tự chuẩn bị lương thực. Nếu không có sẽ được quan phủ cho vay, sau nếu không trả sẽ sung làm quan nô, phần lớn quan nô đều đày tới biên ải gia nhập Biên Quân.
Nhờ chính sách ngụ binh ư nông và kế hoạch quản lý hộ khẩu rõ ràng rành mạch nên lực lượng quân đội nhà Trần khá đông. Theo Phan Huy Chú trong Lịch triều hiến chương loại chí, riêng Cấm Quân vào thời điểm hưng thịnh nhất đã có khoảng 10 vạn người.
Về văn hóa quân sự, nhà Trần đặc biệt chuộng võ, khuyến khích coi trọng vũ thuật của trai tráng là lối sống của nam nhi từ quý tộc tới nô tỳ. Năm 1253, Trần Thái Tông lập ra Giảng Võ Đường để các quan võ tập trung học binh pháp và rèn luyện võ nghệ. Đây chính là trường cao cấp quân sự đào tạo các võ quan.
Trong thực chiến, chiến lược của quân đội nhà Trần cũng rất linh hoạt, tùy thuộc vào đối thủ. Với kẻ địch hùng mạnh như quân Nguyên Mông thì chiến lược chủ yếu được sử dụng là chiến tranh du kích, áp dụng lối đánh mai phục dựa vào địa hình và chính sách "vườn không nhà trống" cùng với cắt đứt hậu cần, kết hợp với tác chiến quy mô lớn khi thời cơ thích hợp. Còn đối với kẻ địch yếu thế hơn như Chiêm Thành, các bộ tộc người Man ở Tây Bắc, hay các thế lực nổi loạn thì quân đội Đại Việt thường sử dụng chiến lược tấn công nhanh, mạnh và thần tốc để tiêu diệt quân địch.
Tuy nhiên, sau nhiều năm chiến tranh với quân Nguyên Mông, thực lực quốc gia suy giảm nghiêm trọng bởi chiến hỏa đã khiến Đại Việt chú trọng hơn trong việc áp dụng chiến lược "lấy đoản binh thắng trường trận" do Hưng Đạo Vương Trần Quốc Tuấn lập ra. Theo đó thì quân đội Đạt Việt chú trọng tinh nhuệ hơn là quân số, chú trọng đánh hiểm vào những nơi địch yếu hại hơn là dàn quân tác chiến quy mô lớn. Từ đây, quân đội Đại Việt chủ yếu lấy số lượng quân vừa đủ để phá địch chứ không còn huy động quy mô cả nước để tấn công như vũ bão nữa.
Trần Quốc Tuấn - vị tướng tổng chỉ huy hai cuộc chiến chống Mông-Nguyên lần thứ 2 và lần thứ 3 đã soạn bộ Vạn Kiếp tông bí truyền thư và Binh thư yếu lược. Ông đã tìm hiểu và tổng kết kinh nghiệm chiến tranh của Trung Quốc cổ từ thời Xuân Thu đến tận Tống, Nguyên đương thời. Trong Binh thư yếu lược, ông viết: "Người giỏi thắng không cần thắng nhiều lần, mà cần toàn thắng, đảm bảo thắng". Điều đó đồng nghĩa với việc làm cách nào để có được chiến thắng cuối cùng mới là điều quan trọng nhất, còn thắng bại trong các trận đánh chỉ là phụ. Cuộc kháng chiến chống Mông-Nguyên của quân dân nhà Trần, dưới sự chỉ đạo của ông cũng tiến hành theo nguyên tắc trên.